# Toepon Semoedi
Toepon Semoedi (West-Java, 1910 - District Commewijne, 1987) was een Surinaams-Javaanse verteller.
Toepon Semoedi werd geboren op West-Java uit islamitische ouders. Hij kwam op 25 februari 1922 met het s.s. Banda, bij de Javanen bekend als kapalan kebo (code Y.Y.), naar Suriname. Zijn leeftijd volgens de immigratielijsten klopt niet met het geboortejaar van zijn familieboekje. Hij kreeg onderwijs in de pondhok-scholen op Java (scholen waar godsdienstige zaken onderwezen werden) en van zijn grootvader die haji was (Mekkaganger). Van hem en van zijn grootvader hoorde hij vele verhalen. In Suriname kwam hij terecht op plantage Zoelen in Commewijne, waar hij rietkapper en later mandur (voorman) werd. Semoedi was een veelgevraagd verteller bij Javaanse rituelen en assisteerde als ceremoniemeester en als tukang nguyupké (uitleg-gever) bij slametans (rituele maaltijden). Zijn verhalen in het Surinaams-Javaans werden vastgelegd door de Afdeling Cultuurstudies van het ministerie van Onderwijs te Paramaribo. Voor het eerst verscheen een van zijn vertellingen in Nederlandse vertaling in de bloemlezing Mama Sranan; 200 jaar Surinaamse verhaalkunst (1999).